# Sietki (obwód kurski)
Sietki (ros. Сетки) – osiedle typu wiejskiego w zachodniej Rosji, w sielsowiecie dubowickim rejonu chomutowskiego w obwodzie kurskim.

## Geografia
Miejscowość położona jest nad rzeką Chatusza, 4 km od centrum administracyjnego sielsowietu dubowickiego (Dubowica), 7 km od centrum administracyjnego rejonu (Chomutowka), 116 km od Kurska.

## Demografia
W 2010 r. miejscowość zamieszkiwało 17 osób.